# Georges Decaux (cyclisme)
Pour les articles homonymes, voir Georges Decaux.
Georges Decaux, né le 14 avril 1930 à Gamaches (Somme) et mort le 12 octobre 2015 à Abbeville, est un coureur cycliste français. Professionnel de 1952 à 1956, il a remporté une étape du Tour de France.

## Palmarès
- 1949
  -  Champion de France des sociétés
- 1950
  - Paris-Beaugency
  - Paris-Sedan
  - 2e étape de Paris-Dolhain (contre-la-montre par équipes)
  - 2e du championnat de France sur route amateurs
  - 2e de Paris-Vierzon
- 1952
  - Circuit de la vallée de la Loire
  - 15e étape du Tour de France
  - 2e de Paris-Limoges
- 1953
  - Grand Prix de Saint-Raphaël
  - 3e du Grand Prix de Fréjus
- 1954
  - Circuit de la vallée de la Loire
- 1955
  - 3e du Tour de l'Ouest
  - 3e du Circuit de la vallée de la Loire

## Résultats sur les grands tours

### Tour de France
1 participation
- 1952 : 36e, vainqueur de la 15e étape

### Tour d'Italie
1 participation 
- 1955 : 86e